# Coppa del Generalissimo 1973 (hockey su pista)
La Coppa del Generalissimo 1973 è stata la 30ª edizione della principale coppa nazionale spagnola di hockey su pista. Il torneo ha avuto luogo dal 15 maggio all 17 giugno 1973.
Il trofeo  stato vinto dal Reus Deportiu per la quinta volta nella sua storia superando in finale il Cerdanyola. 

## Risultati

### Ottavi di finale
| Squadra 1      | Totale  | Squadra 2  | Andata | Ritorno |
| -------------- | ------- | ---------- | ------ | ------- |
| Calafell       | 12 - 11 | Mieres     | 8 - 4  | 4 - 7   |
| Vendrell       | 11 - 5  | Laietano   | 6 - 2  | 5 - 3   |
| Reus Deportiu  | 9 - 5   | Barcellona | 6 - 2  | 3 - 4   |
| Arenys de Munt | 12 - 13 | Caldes     | 10 - 5 | 2 - 8   |
| Igualada       | 3 - 8   | Voltregà   | 1 - 4  | 2 - 4   |
| Vilanova       | 6 - 5   | Noia       | 5 - 1  | 1 - 4   |
| Cerdanyola     | 11 - 7  | Barcino    | 9 - 3  | 2 - 4   |
| Terrassa       | 14 - 8  | Sentmenat  | 5 - 4  | 9 - 4   |

### Quarti di finale
Le gare di andata furono disputate il 26 maggio; le gare di ritorno furono disputate il 30 maggio 1973.
| Squadra 1  | Totale | Squadra 2     | Andata | Ritorno |
| ---------- | ------ | ------------- | ------ | ------- |
| Calafell   | 8 - 18 | Reus Deportiu | 6 - 8  | 2 - 10  |
| Cerdanyola | 9 - 5  | Caldes        | 6 - 2  | 3 - 3   |
| Terrassa   | 5 - 6  | Vendrell      | 3 - 1  | 2 - 5   |
| Voltregà   | 13 - 8 | Vilanova      | 9 - 2  | 4 - 6   |

### Semifinali
Le gare di andata furono disputate il 3 giugno; le gare di ritorno furono disputate il 9 giugno 1973.
| Squadra 1     | Totale  | Squadra 2  | Andata | Ritorno |
| ------------- | ------- | ---------- | ------ | ------- |
| Reus Deportiu | 12 - 10 | Voltregà   | 11 - 4 | 1 - 6   |
| Vendrell      | 2 - 3   | Cerdanyola | 0 - 3  | 2 - 0   |

### Finale
| Mieres 17 giugno 1973 | Cerdanyola | 4 – 5 | Reus Deportiu |  |